# Ulpan

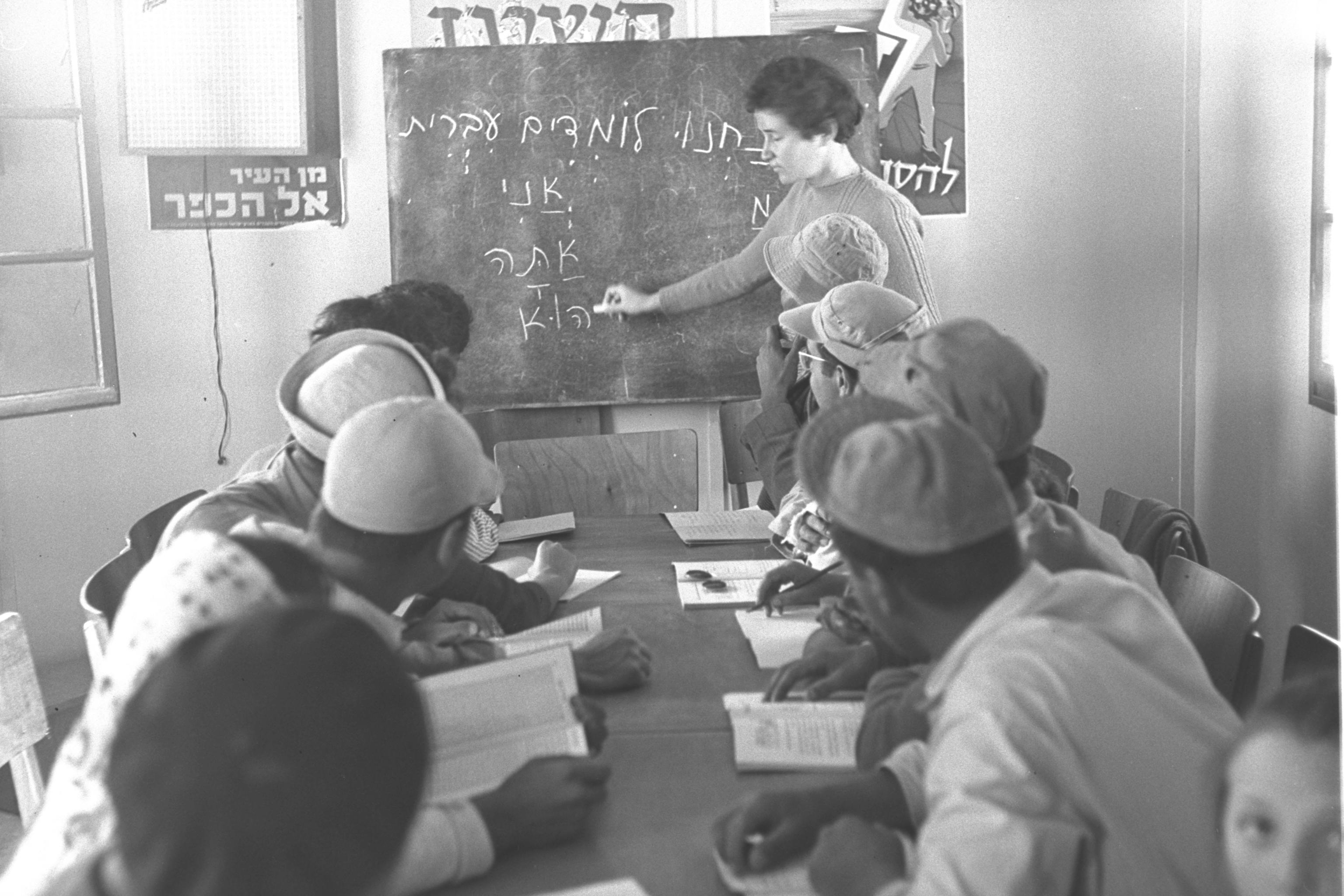
Ulpan v Dimoně, 1955

Ulpan (hebrejsky אולפן‎), přesněji ulpan ivrit (hebrejsky אולפן עברית‎) je institut či škola zaměřující se na intenzivní studium moderní hebrejštiny, zpravidla v Izraeli. Primárním zaměřením ulpanu je naučit přistěhovalce do Izraele základům moderní hebrejštiny. Většina ulpanů rovněž poskytuje vzdělání v oblasti izraelské kultury, historie a geografie. Smyslem ulpanu je pomoci novým občanům Státu Izrael začlenit se do izraelské společnosti a jejího kulturního, sociálního a ekonomického života.
Koncept ulpanu vznikl záhy po vzniku Izraele v roce 1948, kdy nový stát čelil masivní imigraci, a to především z poválečné Evropy a arabských států. Jazyky, jakož i kulturní pozadí jednotlivých imigrantů se tak významně lišily. Ulpan byl vytvořen, aby nově příchozím do Izraele pomohl zvládnout základy jazyka a izraelské kultury.
Ulpany pokračují v práci s imigranty doposud; ačkoliv je v Izraeli řada ulpanů provozována soukromě, většinu jich provozuje Židovská agentura, kibucy, jednotlivé obce či univerzity. Ulpany od jejich vzniku do dnešních dnů prošlo přes 1,3 milionu studentů.
V Česku pod názvem Ulpan působí soukromá jazyková škola vyučující moderní hebrejštinu v Praze.